# Sony Alpha 7S II
Die Sony Alpha 7S II (α7S II, intern ILCE-7SM2 = Interchangeable Lens Camera with E-mount 7) ist eine spiegellose Systemkamera (DSLM) mit Vollformat-Bildsensor, die seit dem Oktober 2015 im Handel erhältlich ist. Sie ist das Nachfolgemodell der im April 2014 eingeführten Sony Alpha 7S und das Vorgängermodell der im Juli 2020 eingeführten Sony A7S III. Durch das spiegellose System ist das Kameragehäuse trotz des Kleinbildvollformatsensors und eines Wechselobjektivsystems verhältnismäßig klein. Die Bezeichnung S bezieht sich auf die höhere Empfindlichkeit (= sensitivity) der Kamerasensoren unter Verzicht auf höhere Auflösung. Diese Kamera ist für Videos oder Fotografie bei wenig Licht bzw. schlechten Lichtverhältnissen optimiert.

## Technische Daten
Die Sony Alpha 7S II hat eine effektive Bildauflösung von 12,2 Megapixeln und verwendet zur Verarbeitung der Bilddaten den Bildprozessor BIONZ X. Sony hat die Kamera mit einer bewusst geringen Pixelzahl von 12 Millionen zugunsten des zum damaligen Zeitpunkt klassenbesten Rauschverhaltens bei hohen ISO-Werten ausgestattet (nativ bis ISO 102.400, erweitert bis ISO 409.600). Dadurch ist sie optimiert für Situationen mit wenig Licht und dabei lichtempfindlicher als übliche Systemkameras.
Das Modell verfügt über einen lautlosen vollelektronischen Auslöser. Die Kamera beherrscht den XAVC-S-Videocodecs mit Details, 120 Bilder pro Sekunde Videos bei 1080p, Aufnahmen in bis zu 4K, S-Log3 und andere sogenannte Picture Profiles.
Das Kameragehäuse besitzt einen E-Mount-Anschluss. Für den Autofokus werden insgesamt 169 Punkte eingesetzt. Dabei werden neun zentrale Autofokuspunkte in jeweils 16 Segmente unterteilt sowie 25 Kontrastdetektionspunkte zur Kontrastmessung genutzt.
Mit der integrierten Wi-Fi-Funktion lässt sich die Sony Alpha 7S II über ein Smartphone oder andere Mobilgeräte fernsteuern. Ferner können die Aufnahmen direkt auf mobile Endgeräte oder geeignete Fernseher sowie auf einen Wi-Fi-fähigen Computer übertragen werden. Der eingebaute Monitor und der elektronische Sucher unterstützen Live-View mit Softwarelupe und Fokus-Peaking.